# Galerie für Zeitgenössische Kunst

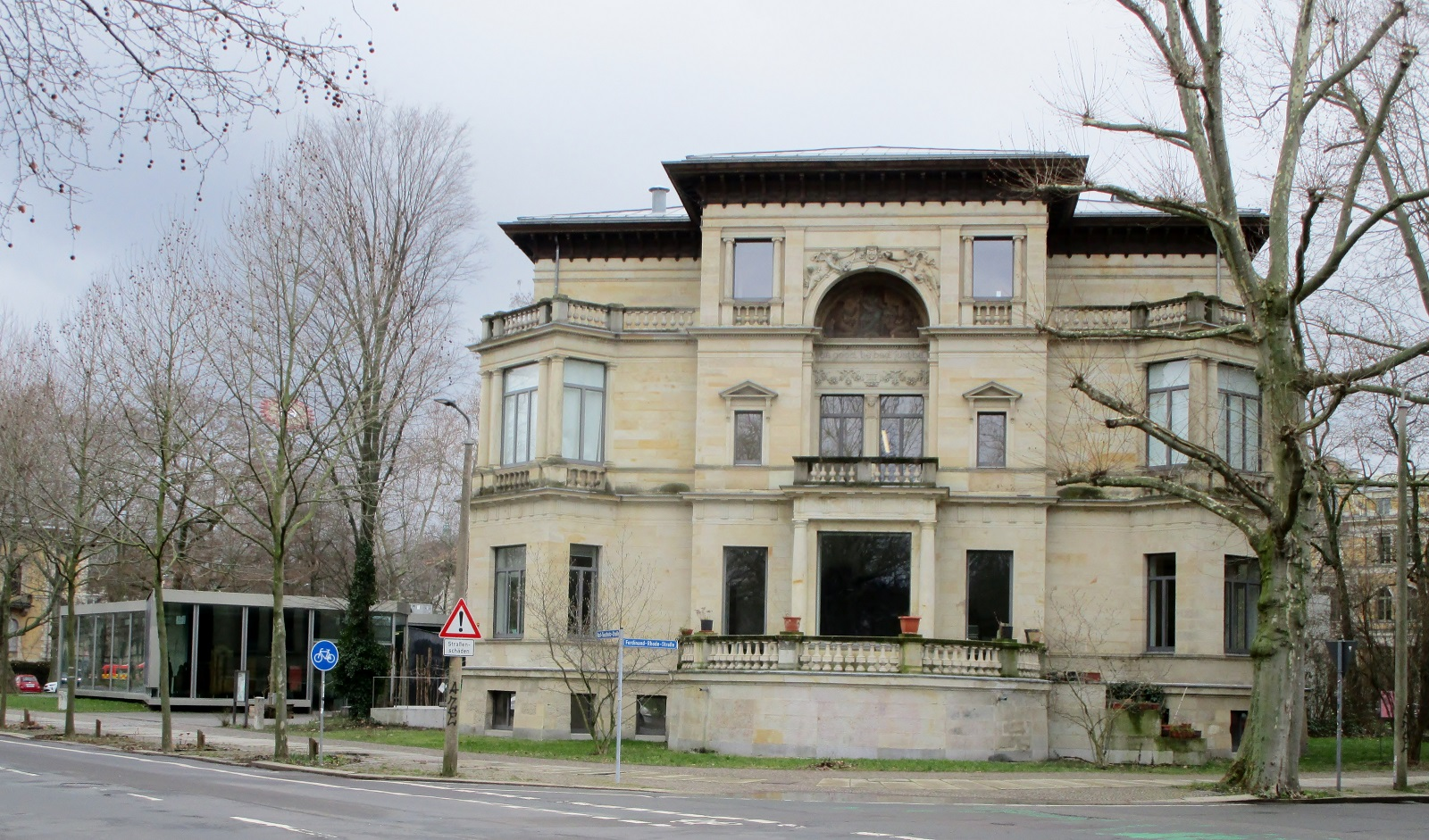
Herfurthsche Villa, links daneben die moderne Ausstellungshalle

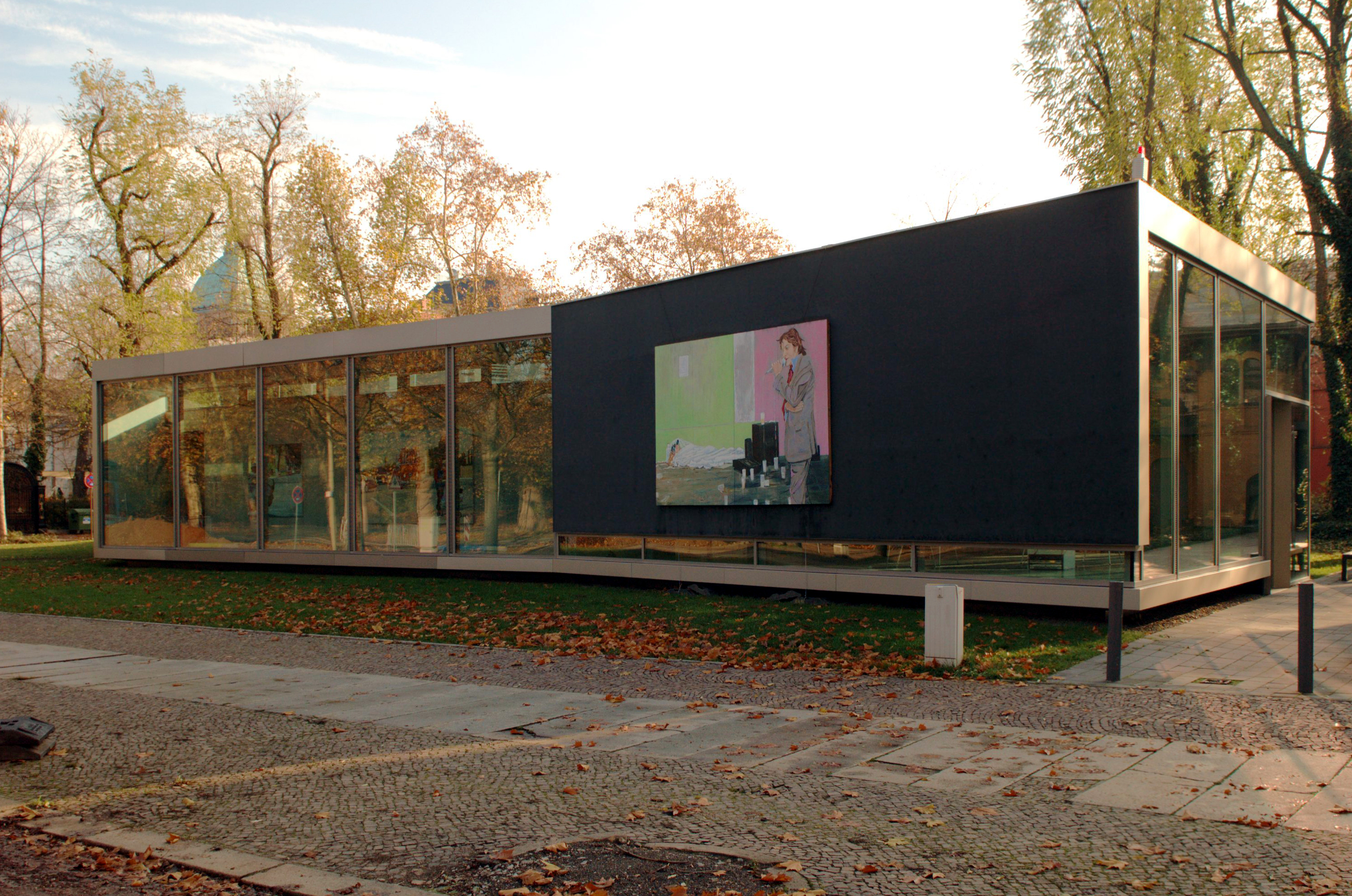
Galerie für Zeitgenössische Kunst – Ausstellungshalle GfZK-2 (2006)

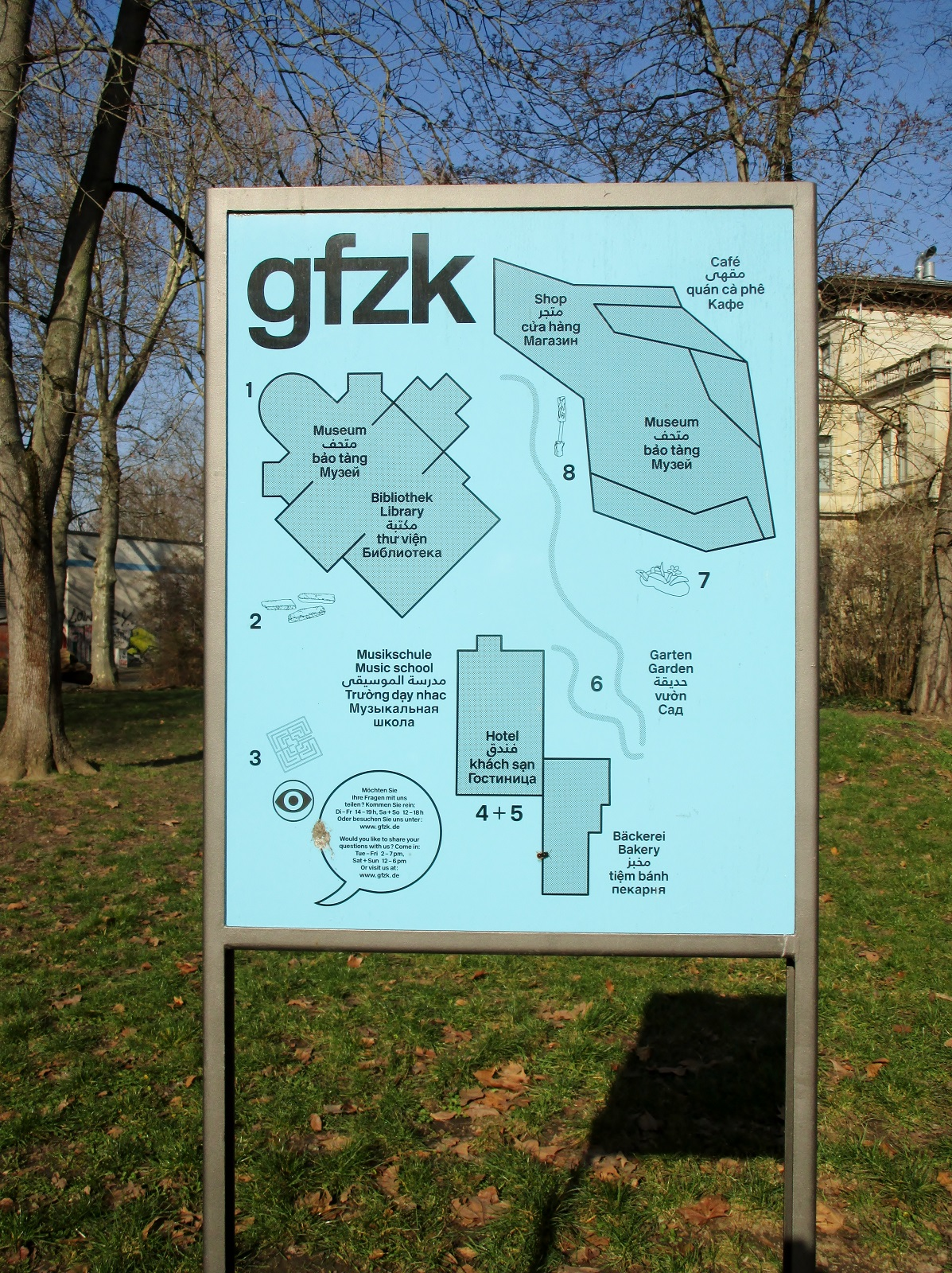
gfzk Übersichtsplan

Die Galerie für Zeitgenössische Kunst (GfZK) ist ein Ausstellungshaus für zeitgenössische Kunst und ein Museum für Kunst nach 1945 in Leipzig, in schöner Lage gegenüber vom Johannapark.

## Geschichte
Der Förderkreis der GfZK wurde Ende 1990 auf Initiative des Kunsthistorikers Klaus Werner mit der Unterstützung des Kulturkreises der deutschen Wirtschaft im Bundesverband der Deutschen Industrie (BDI) gegründet und hat sich zum Ziel gesetzt, nationale und internationale zeitgenössische Kunst zu fördern.
Zunächst wurden ab 1991 Ausstellungen in fremden Räumlichkeiten veranstaltet. Eigene Ausstellungsflächen erhielt die Galerie 1998.
Am 16. Mai des Jahres eröffnete die Galerie ihr eigenes Haus im Leipziger Musikviertel unweit der Hochschule für Grafik und Buchkunst (HGB). Die Ausstellungsräume befinden sich in der 1996 bis 1998 von Peter Kulka umgestalteten und mit einem kubusförmigen Anbau erweiterten, ehemaligen Herfurtschen Villa des Zeitungsverlegers Edgar Herfurth, Baujahr 1894, in der Karl-Tauchnitz-Straße. Das Umbauprojekt wurde 1999 mit dem Architekturpreis der Stadt Leipzig ausgezeichnet. Neben den Ausstellungsräumen beherbergt die Villa eine öffentlich zugängliche Bibliothek mit Literatur zu relevanten Themen (etwa 30.000 Bände). Das zur Villa gehörende ehemalige Kutscherhaus wurde mit dem Anbau eines von Peter Kulka entworfenen Studiohauses ergänzt und beherbergt heute (2021) eine Musikschule, eine Bäckerei, sowie das GfzK-Hotel.
Am 28. November 2004 wurde eine neue, von as-if berlinwien entworfene Ausstellungshalle (GfZK-2) eröffnet, die die Ausstellungsfläche erheblich erweitert. Der funktionale Flachbau, in dem auch das Museumscafé Platz findet, ist durch ein neuartiges Raumkonzept mit verschiebbaren Trennwänden flexibel gestaltet. Der kostengünstige Bau erregte ebenso Aufmerksamkeit in der deutschen Architekturszene und erhielt 2005 ebenfalls den Leipziger Architekturpreis.
Das Museum wird heute von einer Stiftung – bestehend aus dem Freistaat Sachsen, der Stadt Leipzig und dem Förderkreis der GfZK – getragen. Zu den wichtigsten Geldgebern des Museums gehört der Unternehmer (u. a. Schwartauer Werke) und Kunstmäzen Arend Oetker, der einen wesentlichen Teil des Betriebes des Hauses finanziert.

## Sammlung und Ausstellungen
Das Spektrum der in der GfZK gezeigten Werke reicht von Gemälden, Grafiken, Fotografien, Collagen und Skulpturen bis zu Installationen sowie Video- und Medienkunst. Der Kern der museumseigenen Sammlung besteht aus einem Teil der Sammlung des Kulturkreises der deutschen Wirtschaft im BDI und wurde durch private Schenkungen, Ankäufe des Förderkreises der GfZK und Dauerleihgaben ergänzt. Zahlreiche Wechselausstellungen und weitere ausstellungsübergreifende Projekte befassen sich unter anderem mit der gesellschaftlichen Rolle von Kunst und Ästhetik, dem Erbe der DDR sowie Kunst aus Ost- und Südosteuropa im internationalen Kontext.

## Direktoren
- Klaus Werner (1998–2001)
- Barbara Steiner (2001–2012)
- Franciska Zólyom (seit 2012)[4]

## Kunstinstallation „Labyrinth“

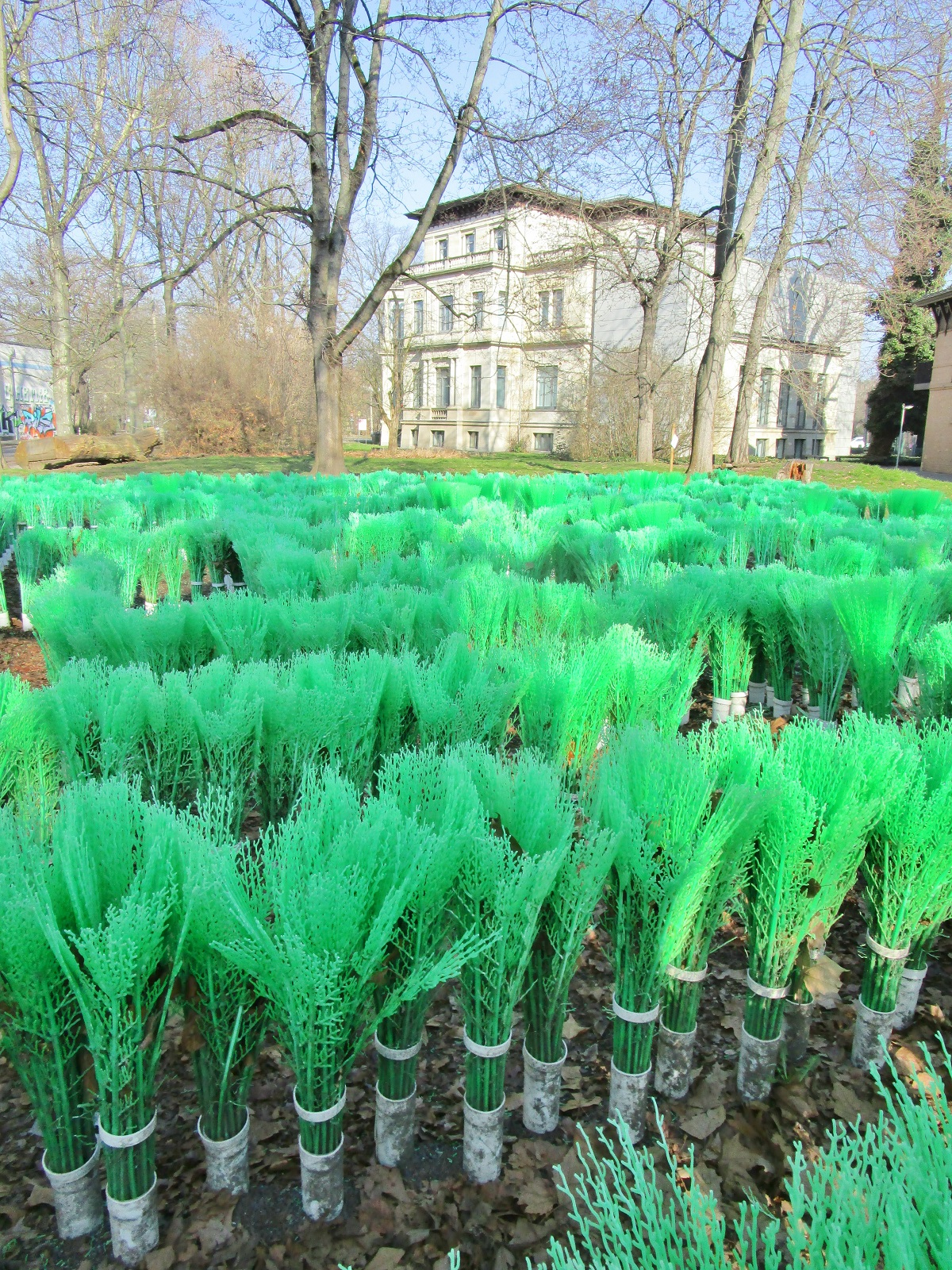
«Labyrinth» von Olaf Nicolai

Im öffentlich zugänglichen Garten der Galerie befindet sich die Kunstinstallation „Labyrinth“ des Künstlers Olaf Nicolai. Sie besteht aus umgestülpten Besen der Pariser Stadtreinigung, ist ein Anziehungspunkt für Kinder und ein ikonisches öffentliches Kunstwerk in Leipzig. Inzwischen (2024) sind die Bestandteile durch die ständige Einstrahlung von UV-Strahlen und die Witterung brüchig geworden. Es werden Untersuchungen durchgeführt, „um eine Version des Kunstwerks zu realisieren, die dem künstlerischen Interesse an der Widersprüchlichkeit des Materials und zugleich dem aktuellen Bedürfnis nach Nachhaltigkeit gerecht wird.“.